# Belgické euromince

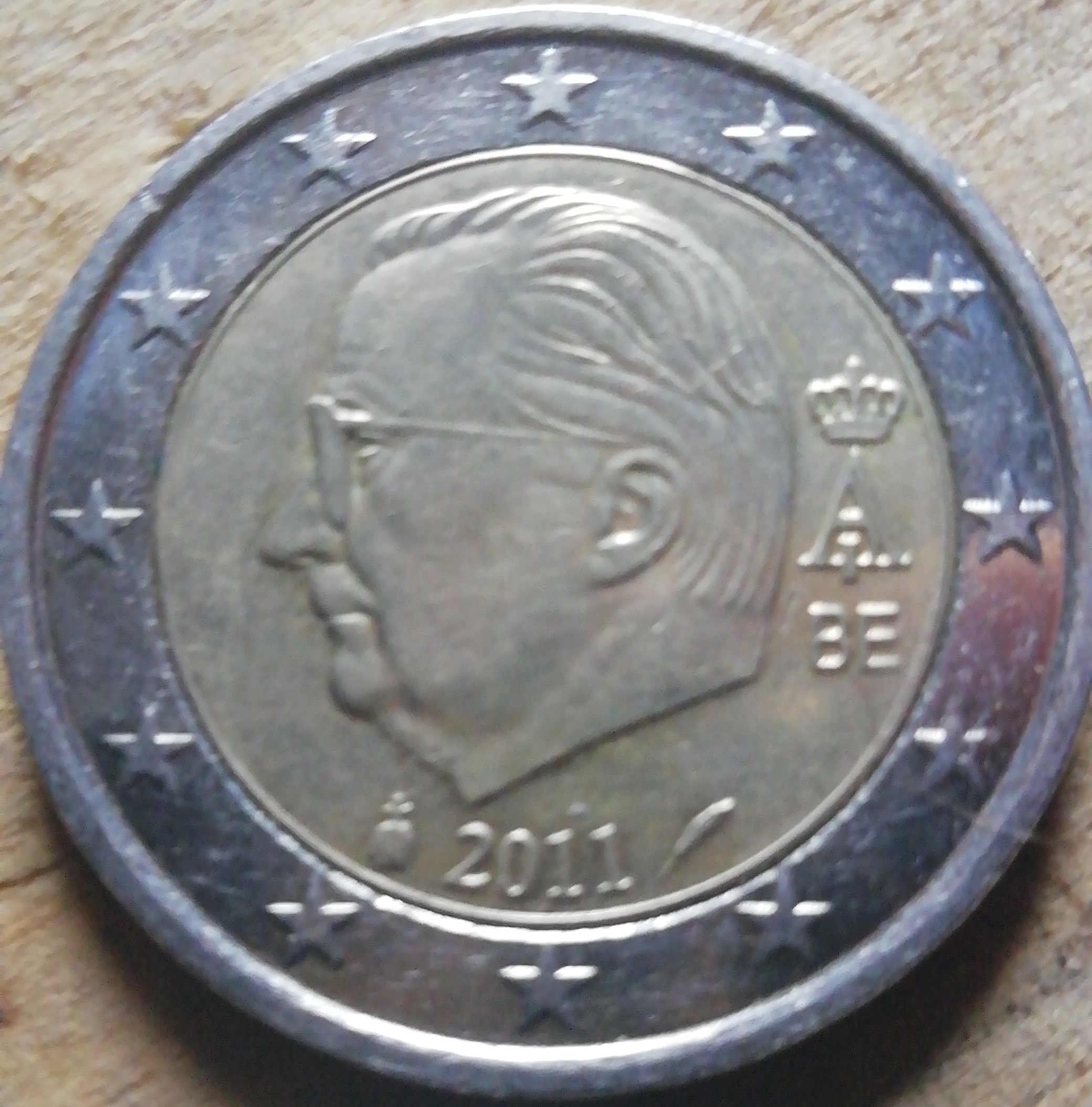
belgická mince 2€ z roku 2011

Belgické euromince jsou v oběhu od 1. ledna 2002. Belgie je zakládajícím členem Evropské unie a také je členem Evropské měnové unie.
Motiv belgických mincí vybrala porota složená z belgických politiků, umělců a odborníků na numismatiku. Belgické euromince navrhl Jan Alfons Keustermans, ředitel městské akademie výtvarných umění ve městě Turnhout.

## Vzhled belgických euromincí

### První série
Na národní straně belgických euromincí se objevil jeden společný motiv z dříve kolujících mincí belgického franku. Na mincích byl portrét krále Alberta II. a jeho královský monogram „A“ umístěný pod korunou. Motiv obepíná 12 hvězd symbolizujících Evropskou unii. Součástí motivu je letopočet vydání mince.

### Druhá série
Kvůli doporučení Evropské rady (2005/491/ES) se od začátku roku 2008 razily pozměněné mince takové, aby vyhovovaly tomuto doporučení. Zřejmě nejvýraznější změnou byl pozměněná podobizna belgického krále. Oproti původnímu vzhledu přibyl na minci nápis BE (zkratka pro název státu Belgie) na pravé straně mince. Dále se rok vydání přesunul z vnějšího mezikruží pod portrét belgického krále. Vedle roku vydání jsou i symbol mincovny, která mince vyrobila a znak vedoucího mincařské dílny. Královský monogram se přesunul z mezikruží do vnitřního kruhu mince.
17. prosince vydala Evropská komise nové doporučení týkající se vzhledu národních stran euromincí. Aby belgické euromince splňovaly i toto doporučení, od začátku roku 2009 se razily s pozměněným motivem. Změna se týkala podobizny krále Alberta. Směrnice říká, že vzhled téhož vládce státu by se neměl měnit častěji než jednou za 15 let. Belgické mince druhé série z roku 2008 nesly odlišné vyobrazení krále než to, které bylo na prvotních mincích uvedených do oběhu v roce 2002. Proto se od roku 2009 razily mince s původním portrétem krále, ale již se zkratkou vydávajícího státu (BE v pravé části mince).

### Třetí série
Od roku 2014 je ražena třetí série belgických euromincí, na kterých je vyobrazen král Filip Belgický. Nalevo od královy podobizny se nachází zkratka vydávajícího státu BE a králův monogram.

## Pamětní mince

### Dvoueurové oběžné mince
Následující přehled zahrnuje 2€ pamětní mice vydané mezi roky 2004 a 2024.
1. 2005 – Belgicko-lucemburská ekonomická unie
2. 2006 – Renovace Atomia v Bruselu
3. 2007 – společná série mincí států eurozóny – 50 let od podepsání Římských smluv
4. 2008 – 60 let od podepsání Všeobecné deklarace lidských práv
5. 2009 – společná série mincí států eurozóny – 10 let od zavedení eura jako bezhotovostní měny
6. 2009 – Dvousté výročí narození Louise Brailla (1809–1852)
7. 2010 – Belgické předsednictví Radě Evropské unie v druhém pololetí 2010
8. 2011 – sté výročí Mezinárodního dne žen
9. 2012 – společná série mincí států eurozóny – 10 let od zavedení eurobankovek a euromincí
10. 2012 – 75. ročník soutěže královny Alžběty
11. 2013 – sté výročí založení Královského meteorologického ústavu
12. 2014 – sto let od vypuknutí první světové války (1914–1918)
13. 2014 – 150 let belgického Červeného kříže
14. 2015 – společná série mincí států eurozóny – 30 let vlajky Evropské unie
15. 2015 – Evropský rok pro rozvoj
16. 2016 – belgická účast na letních olympijských hrách v Rio de Janeiro
17. 2016 – mezinárodní den nezvěstných dětí
18. 2017 – 200. výročí Univerzity v Lutychu
19. 2017 – 200. výročí založení Univerzity v Gentu
20. 2018 – 50. výročí událostí z května 1968 v Belgii
21. 2018 – 50. výročí vypuštění družice ESRO 2B.
22. 2019 – 450. výročí smrti Pietera Bruegela staršího
23. 2019 – 25. výročí Evropského měnového institutu (EMI)
24. 2020 – mezinárodní rok zdraví rostlin 2020 (IYPH 2020)
25. 2020 – Jan van Eyck
26. 2021 – 100. výročí založení Belgicko-lucemburské hospodářské unie (BLEU)
27. 2021 – 500. výročí výnosu o vydání druhé série mincí za vlády Karla V.
28. 2022 – společná série mincí států eurozóny – 35 let od zahájení programu Erasmus
29. 2022 – zdravotnický sektor jako uznání za mimořádné nasazení během pandemie covidu-19
30. 2023 – „Rok secese“, který se koná v roce 2023 v Belgii
31. 2023 – 75 let od udělení volebního práva ženám
32. 2024 – belgické předsednictví Rady EU
33. 2024 – boj proti rakovině v Belgii

## Waterloo
Návrh pamětních euromincí z roku 2015 symbolizující bitvu u Waterloo vyvolal negativní reakci u Francouzské vlády a Belgie raději od navrhované podoby upustila, i přesto, že již bylo vyraženo okolo 175 tisíc mincí v navržené podobě. Motiv bitvy u Waterloo se po té objevil na mincích s netypickou hodnotou 2½ eura, jejíž návrh nepodléhá schvalování členů eurozóny.